# Богородица Ченстоховска
Ченстоховска икона Богородице је чудотворна икона Пресвете Богородице, коју је, према предању, насликао јеванђелист Лука. Главно светилиште Пољске и једно од најпоштованијих светиња у централној и источној Европи. Због тамне нијансе лица изазване потамњивањем лака, позната је и као „Црна Мадона“. Смештена је у католичком манастиру Јасна Гора у пољском граду Ченстохова - манастиру Павлинског реда и највећем верском центру у Пољској.
Православна црква прославља Богородицу Ченстоховску  6 (19) марта.

## Историја
Према предању, назив Ченстоховска икона се односи на иконе Пресвете Богородице, које је насликао апостол Лука на столу за којим је седела Богородица. 326. године, када је Света Јелена посетила Јерусалим да би се поклонила светим местима, она је, по предању, примила ову икону на дар и донела је у Цариград. Према историчарима уметности, икона је настала у Византији у 12. – раном 13. веку. Карло Чечели је веровао да је ово копија Цариградске Одигитрије из 7-8. века.
Међутим, Петар Рисински из Ропше (1523) известио је да је икону из Јерусалима у Цариград донео франачки краљ Карло Велики, од кога је прешла у посед галицијско-волинског кнеза Лева Даниловича (13. век), који је пренео икону у град Белз у Украјини, где је икона била под надзором православног свештенства. Приликом освајања Западне Украјине од стране Пољака, чудотворна икона је отишла пољском кнезу Владиславу Опољском (14. век). Николај Љанцкоронски је веровао да је Света Јелена пренела слику из Јерусалима у Цариград и дала је свом сину Константину Великом. После освајања Свете земље, Карло Велики је, враћајући се из похода, ушао у Цариград, где је добио ову икону од византијског цара Никифора.
Према русинском предању, коју помиње Јан Токарски (1655), Ченстоховска икона се налазила у Лавову од 1270. године, одакле је дошла из Цариграда преко Кијева. Кнегиња Ана је икону добила од цара Василија II када је ишла у Русију да се уда за Владимира Великог. Икона је са кијевских кнезова прешла на лавовске кнезове, а из Лавова ју је однео пољски кнез Владислав Ополчики.
Према легенди, када су Татари опседали замак Белз, кнез Владислав Ополчик је изнео икону из цркве и поставио је на градски зид. Пробијена непријатељском стрелом, чудесна слика је задржала трагове крварења. Тада је Богородица, у сну, заповедила кнезу Владиславу да премести чудотворну икону на Јасну Гору код Ченстохове. Икону је 1384. године пренео у манастир основан на овој гори, поверивши икону на чување монасима павлинског реда.
Године 1430. манастир су напали Хусити и опљачкали, а слика је оскрнављена и избачена код савремене цркве Свете Варваре, недалеко од Јасне Горе. Оскрнављену слику павлини су доставили у Краков, на двор краља Јогаиле, који је наредио њену рестаурацију и за то издвојио новац. Да би се слика сачувала, позвани су уметници, који су се током рестаурације суочили са чињеницом да њихова темпера није издржала претходну слику, рађену техником енкаустике, која се до тада више није користила. Стога су, како су показала истраживања из 1948-1952, задатку приступили радикално: стару слику су копирали и изнова сликали темпером на платну, лепећи је на стару закрпљену даску, на којој раније није могла бити друга слика. него Богородица са дететом, на шта указују конвексни ореоли. Најранији ореоли на сликама Богородице познати су на мозаицима из средине 6. века. Стога треба претпоставити да су ореоли на иконама коришћени нешто касније, дакле крајем 6. века, односно почетком 7. века. Ово би било најраније могуће време за креирање ове иконе. Древна техника енкаустике, која се такође користила у древним хришћанским и рановизантијским сликама, могла би да датира још из раног средњег века. После 1430. године на икони су се појавили нови елементи: Богородичиној одећи су додани анжујски љиљани, симбол угарског краља Лајоша. На икони се налазе ожиљци за које се дуго веровало да су од удараца мачева оскрнавитеља, али су савремена истраживања показала да су ожиљци насликани приликом стварања модерне слике, највероватније као сећање на тај догађај. У овом облику, осим неколико обнова, слика је опстала до данашњих дана.
Године 1655. Јасну гору су опседали Швеђани, који су до тада заузели Варшаву и Краков, али су поражени, упркос великој бројности. Победу су Пољаци објаснили заступништвом Богородице. Догађаји опсаде су живописно описани на страницама романа Хенрика Сјенкијевича „Потоп“. Краљ Јан Казимир је 1. априла 1656. године у Лавову прогласио Госпу Ченстоховску за краљицу Пољске.
Године 1717. папа Климент XI је крунисао чудотворну слику. 1813. године, након што су манастир заузеле руске трупе током Наполеонових ратова, игуман Јасне Горе поклонио је генералу Сакену копију иконе, која се тада чувала у Казанској катедрали у Санкт Петербургу.
Дана 23. октобра 1909. године украдене су круне са чудотворног лика, ликови анђела и бисерна хаљина Богородице. Папа Пије X је 22. маја 1910. поново крунисао слику. Друго крунисање обављено је 26. августа 2005. године у име папе Јована Павла, након његове смрти.

## Иконографија
Икона Ченстохова је израђена на дрвеној основи димензија 122,2 × 81,4 цм. Икона припада типу Одигитрије. Дете Христос седи у наручју Богородице, која десном руком показује на Њега и благосиља, а левом држи књигу. На икони је остало неколико посекотина, које су, према предању, настале од удараца мача.